# Memoir ’44
Memoir '44 — стратегическая военная настольная игра, несложный варгейм для двух игроков, созданный Ричардом Боргом. Также возможна игра до шести игроков при их разделении на две команды и до восьми игроков при использовании сценариев «Overlord», которые требуют наличия двух копий игры. В 2004 году игра получила премию International Gamers Awards в номинации General Strategy, 2-Player (Стратегическая игра для 2-х игроков), The Wargamer 2004 в номинации Award for Excellence (Премия за выдающиеся достижения). Сайт BoardGamer.Ru наградил игру премиями Лучшая военная игра 2008 и Игра года 2008, а дополнения Eastern Front и Breakthrough — Лучшая игра для двоих игроков 2009 и Сюрприз года 2010 соответственно. Игра опубликована на английском и французском (под названием Mémoire 44) языках компанией Days of Wonder.
Memoir '44 моделирует более десятка сражений, связанных с Днём Д (Операция «Нептун») во время Второй мировой войны. Игровая механика основана на расширенной версии системы Command & Colors (Команды & Цвета), использованной в игре Battle Cry.

## Обзор игрового процесса

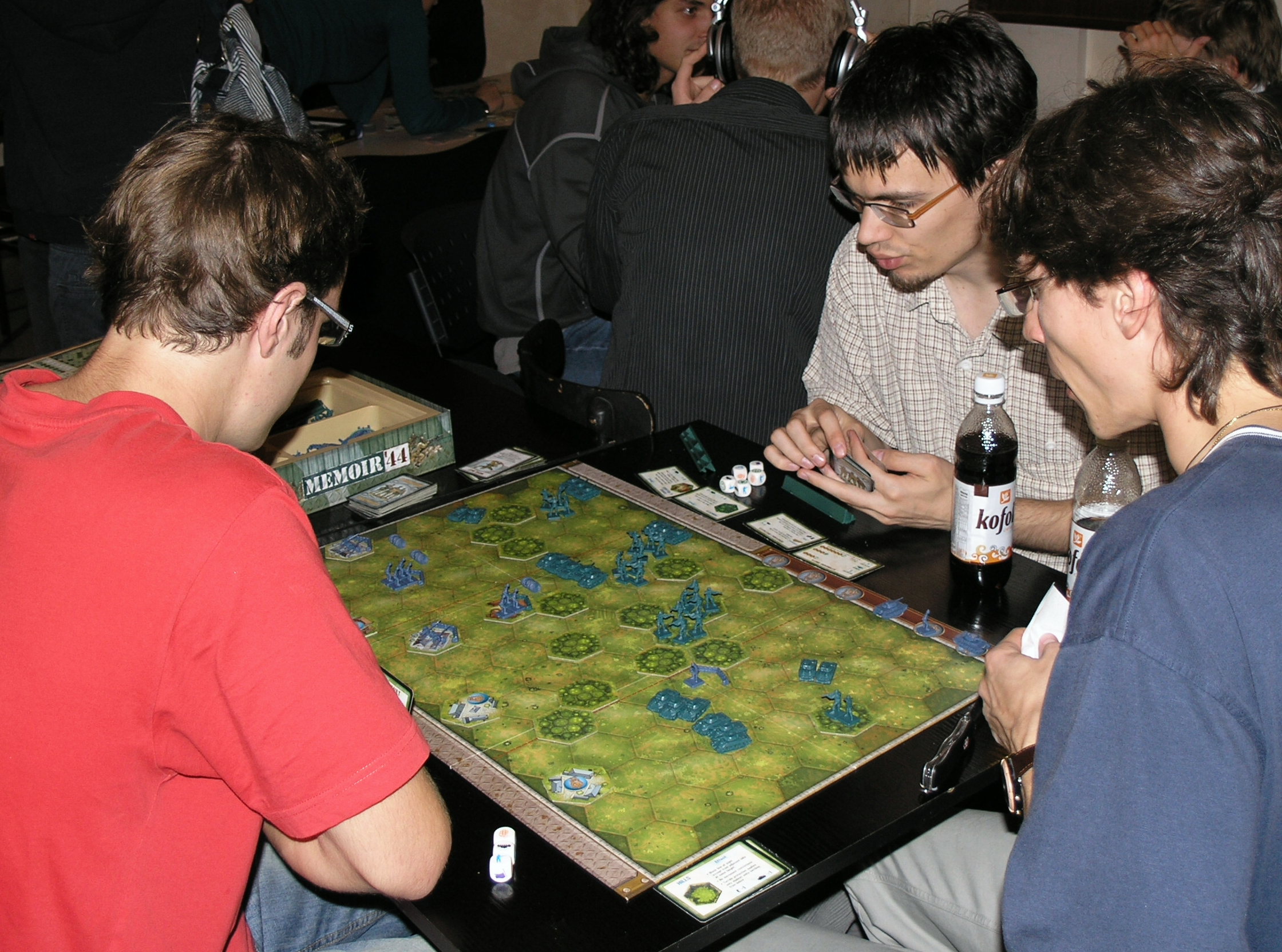
Memoir '44

Игра начинается с выбора сценария. Можно использовать сценарии из руководства, из интернета или разработанные самостоятельно. Каждый сценарий воссоздает сражение Второй мировой войны. Местность и стартовые позиции войск размещаются в соответствии со сценарием.
Поле боя разделено на три сектора двумя красными пунктирными линиями, которые определяют для игрока с его стороны левый фланг, центр и правый флаг. Гексы, через которые проходят пунктирные линии, являются частями одновременно двух секторов. Управление войсками осуществляется с помощью разыгрывания командных карт. Командные карты используются для отдачи приказов войскам о передвижении, атаке и/или выполнении специальных команд. Существует два типа командных карт: карты секторов и тактические карты.
Карты секторов используются для отдачи приказа о перемещении и/или атаке войскам в определенных секторах. На этих картах указано, в каком секторе(-ах) и какому числу отрядом можно отдать приказ.
Тактические карты позволяют совершать особые передвижения, атаковать специальным образом или совершать другие специальные действия в соответствии с пояснениями на карте.
Целью игры является получение определенного количества Медалей Победы (обычно от 4 до 6, в зависимости от условий выбранного сценария). Медаль Победы дается за каждый полностью уничтоженный вражеский отряд. В некоторых сценариях дополнительные Медали могут быть взяты прямо с игрового поля в случае захвата или удержания определенного гекса территории или ключевого объекта игрового поля.

## Сценарии
В базовую игру и в каждое расширение включены соответствующие сценарии. Большинство этих сценариев создано на основе наиболее известных сражений Второй мировой войны. Официальные сценарии (те, которые опубликованы в буклетах сценариев или на сайте Days of Wonder) имеют полную поддержку со стороны издателя и тщательно протестированы для обеспечения баланса между двумя игроками (к примеру, нет тотального превосходства немецких армий во время начала Великой Отечественной войны). Кроме того, они содержат и более тяжёлые сражения, такие как штурм пляжа Омаха, где играющий за Союзников игрок испытывает серьёзные трудности при высадке на сушу.
Другой раздел официального сайта посвящён сценариям, созданным самими игроками Memoir '44. Они являются неофициальными, кроме редких случаев, когда они через некоторое время становятся официальными, и оттестированы не сотрудниками Days of Wonder, а самими создателями. Эти сценарии позволяют игрокам обмениваться с друг другом опытом игры.

## Командные карты
Командные карты необходимы для управления войсками на игровом поле. Они делятся на два типа: карты секторов и тактические карты. Командных карт всего 60, из которых 40 карт секторов и 20 тактических карт. В свой ход игрок разыгрывает командную карту и отдаёт приказы войскам, а после выполнения всех приказов берёт новую командную карту из колоды.

### Карты секторов
На картах секторов указывается количество войск, которым можно отдать приказ в определённом секторе. Это количество может быть от 1 до 3 или Все (означает, что всем войскам в соответствующем секторе можно отдать приказ). Примеры — карты Probe left flank (Проба левого фланга, можно скомандовать двум отрядам на левом фланге) и Assault Right flank (Штурм правого фланга, можно отдать приказ всем отрядам на правом фланге).
Особой картой секторов является Recon-1 (с указанием сектора). Она позволяет отдать приказ только одному отряду в определённом секторе, но после этого взять из колоды две командные карты вместо одной. Из этих двух карт нужно выбрать одну и сбросить другую. Это может быть очень полезно для планирования своей тактики в игре.
Отряду не обязательно должен быть отдан приказ, поэтому если игрок имеет три карты секторов, которыми он может управлять войсками на левом фланге, но на этом фланге у него нет войск, то он может отыграть одну карту, сбросить её и взять другую из колоды, но при этом он использует свой ход. За один ход может быть отыграна только одна карта, за исключением карты Ambush Tactic (Тактика Засады), которая играется против действия другого игрока.

### Тактические карты
Тактические карты отличаются от командных тем, что на них не указано количество отрядов, которым может быть отдан приказ на определенном фланге. Они содержат специальные действия или улучшения для сражения (добавляют дополнительный кубик).
Примеры — карты Armor Assault (Штурм бронетехникой, приказ 4 танковым отрядам, войска, находящимся рядом с врагом, могут атаковать с использованием дополнительного кубика) и Medics and Mechanics (Медики и Механики, приказ одному отряду, бросок кубика для «лечения/ремонта» отряда с помощью добавления фигурок согласно числу на кубике и возможности ему передвигаться и атаковать). Тактические карты дают игроку возможность дополнительных тактических передвижений и атак на игровом поле для обеспечения своей победы.

## Дополнения
Days of Wonder выпустило множество дополнений для игры. Все эти дополнения требуют как минимум одну копию базовой игры. Ниже представлены дополнения в хронологическом порядке их выпуска.

### Terrain Pack (Участки и объекты местности)
Это дополнение состоит из новых территорий, значков, маркеров и только четырёх сценариев. Его основной целью является существенное расширение возможностей по созданию сценариев. Используя компоненты дополнения игрок может создавать множество собственных сценариев и использовать сотни созданных другими игрокам сценариев с официального сайта Memoir ’44. К примеру, в данный набор включены такие тайлы, как радарная станция (с дополнительными специальными правилами), дороги (ускоряют передвижение войск), железные дороги и поезд, новые мосты и значки (ВДВ, инженеры).
Terrain Pack

### Eastern Front (Восточный фронт)
Это дополнение позволяет играть за Красную армию. Она состоит из 42 фигурок пехоты, 24 танков Т-34 и 6 артиллерийских пушек ЗИС-3. Кроме того, дополнение содержит новые тайлы местности, в основном зимние, значки, фишку Комиссара и дополнительные правила для игры в один из 8 новых сценариев.
Eastern Front
Дополнение получило награду Лучшая игра для двоих игроков 2009 по версии сайта BoardGamer.Ru.

### Winter / Desert Board Map (Игровое поле Зима/Пустыня)
Это новое игровое поле для использования с дополнениями. С одной стороны изображена пустыня для использования вместе с дополнениями Terrain Pack и Mediterranean Theatre, а с другой — зимняя карта для игры с дополнением Eastern Front или зимними сценариями на западном фронте.
Также включены упрощённые правила для кампаний и блиц-правила.
Winter/Desert Board

### Pacific Theatre (Тихоокеанский театр ВМВ)
Это дополнение включает в себя японскую армию, состоящую из 42 фигурок пехотинцев, 12 легких танков Ха-Го и 6 зенитных 75-мм пушек типа 88, использующихся как фигурки артиллерии. Кроме того, дополнение содержит новые тайлы местности с джунглями, рисовыми полями и другими тихоокеанскими территориями. Также включает в себя военные корабли (авианосцы, эсминцы) и специальные правила ночного боя.
Pacific Theater

### Air Pack (Набор «Авиация»)
Это дополнение, выпущенное 18 декабря 2007 года, добавляет в сценарии авиацию. Включает в себя 8 раскрашенных фигурок самолётов с подставками, правила для авиации, обновлённые командные карты и сценарии. Входящий в дополнение буклет содержит все официальные сценарии Memoir '44, доступные на дату выпуска данного дополнения, многие из которых были переработаны с использованием множества новых доступных типов местности и войск.
В 8 раскрашенных фигурок самолётов входят:
США:
- Lockheed P-38 Lightning
- Curtiss P-40 Warhawk
- Chance Vought F4U Corsair

Соединённое Королевство
- Supermarine Spitfire

СССР:
- Яковлев Як-1 (также используется для 7 и 9 серий)

Германия:
- Messerschmitt Bf 109
- Fieseler Fi 156 Storch

Япония:
- Mitsubishi A6M Zero

Air Pack

### Mediterranean Theatre (Средиземноморский театр ВМВ)
Это дополнение добавляет в игру британскую армию, представленную 42 фигурками пехоты, 6 пушками Ordnance QF 25 pounder и 12 танками Crusader. Кроме того, содержит новые тайлы местности, заграждения, значки, правила и 8 сценариев. Также привносит в игру новый класс специального вооружения.
Mediterranean Theater

### Campaign Bag (Ранец военной кампании)
Ранец оливкового цвета с несколькими карманами, на внешней стороне которого логотип Memoir ’44 и другие изображения. Размер ранца достаточен для хранения двух копий базовой игры и всех дополнений. Вместе с ним идёт дополнительная двухсторонняя карта для сценариев Breakthrough (Прорыв), на одной стороне которой изображена обычная сельская местность, а вторая специально предназначена для сценария Gembloux.
Campaign Bag

### Operation Overlord (Операция «Оверлорд»)
Совместно с базовой игрой Memoir '44 это дополнение включает всё необходимое для игры по сценариям формата «Оверлорд». Сценарии в данное дополнение не включены; оно создано для использования вместе с картами серии Memoir '44 Battle Map для сценариев формата «Оверлорд».
За каждую из сторон может играть до 4-х игроков, получая опыт взаимодействия в стилизованной под военную системе командования.
Дополнение содержит:
- Обновленный буклет правил «Оверлорд», описывающих игру на Восточном фронте, на Тихоокеанском театре военных действий и с использованием авиации из дополнения Air Pack;
- 2 колоды по 64 карты каждая, специально переработанные для игры формата «Оверлорд»;
- 178 жетонов вместо фигурок американских, русских, немецких и японских войск, если отсутствуют необходимые для игры фигурки;
- Комплект из 8 дополнительных кубиков.

Для полноценного использования данного дополнения необходимы базовая игра Memoir '44 и одна из карт серии Memoir '44 Battle Map, к примеру, «Hedgerow Hell».
Operation Overlord

### Battlemaps (Карты сражений)
Days of Wonder решило создавать не только сценарии формата «Оверлорд» для выпускаемых дополнений и доступа онлайн, но и специальные игровые поля, которые позволяют моделировать крупные сражения в данном формате. Другой особенностью данных карт сражений является то, что они включают в себя дополнительные материалы, такие как фигурки или новые карты. На конец 2010 года выпущено 4 карты сражений.

#### Hedgerow Hell (Ад за живой изгородью)
Дополнение Hedgerow Hell Memoir '44 Overlord BattleMap включает в себя крупноформатное двухстороннее игровое поле с двумя новыми сценариями формата «Оверлорд» — Hedgerow Hell (Ад за живой изгородью) и The Cadets of Saumur (Кадеты Сомюра), а также 6 новых фигурок грузовиков Dodge. Игровое поле готово к быстрому началу игры, так как на нём изображены все необходимые по сценариям участки местности и обозначены места, где располагаются войска перед началом сражения. В сценарии Hedgerow Hell (Ад за живой изгородью) используются грузовики Dodge. Они могут ремонтировать/лечить любой отряд.
Hedgerow Hell

#### Tigers in the Snow (Тигры на снегу)
Развивая успех операции «Багратион», Красная армия ударила в направлении побережья Балтийского моря, быстро отрезав сообщение между германской группой армий «Север» и теми немногими соединениями, что остались от группы армий «Центр».
К началу октября 1944 года советские войска достигли побережья около порта Мемель, тем самым отрезав возможные пути отступления группы армий «Север» через Восточную Пруссию.
Несмотря на предложение Гудериана об эвакуации по морю и последующему использованию сил в Центральной Европе, где войска были крайне необходимы для стабилизации всё более тяжёлой ситуации, Гитлер упорно отказывался.
Вместо этого он приказал более чем 200 000 германских солдат закрепиться, надеясь использовать Курляндский котёл как плацдарм для будущего наступления.
Второе дополнение серии Memoir '44 Battle Maps включает 2 сценария формата «Оверлорд», 6 танков Тигр и 2 дополнительных сценария.
Tigers in the Snow

#### Sword of Stalingrad (Меч Сталинграда)
Третье дополнение серии BattleMap, посвящённое Сталинградской битве, включает в себя 4 новых сценария: 2 обычных и 2 формата «Оверлорд», а также специальную боевую колоду.
Sword of Stalingrad

#### Disaster at Dieppe (Катастрофа у Дьепа)
Четвёртое дополнение серии BattleMap, посвящённое Битве за Дьеп, включает в себя 2 новых сценария формата «Оверлорд», 4 обычных сценария, 6 фигурок джипов Willys MB и 6 бронетранспортёров SdKfz 250.
Disaster at Dieppe

### The Breakthrough Kit (Набор «Прорыв»)
Набор состоит из двух двухсторонних карт из 9 панелей, представляющих все типы местности — зимняя, пустынная, равнина и пляж. Эти панели складываются в огромную карту размером 13 x 17 гексов, что открывает возможности для гораздо более масштабных сценариев.
Также набор включает 15 никогда ранее не издававшихся сценариев, созданных Жаком Давидов (псевдоним jdRommel) и автором Memoir '44 Ричардом Боргом. Эти сценарии посвящены событиям на Западном и Восточном фронтах, Средиземноморском и Тихоокеанском театрах военных действий и включают в себя классические сражения: операция «Крестоносец»; операция «Амхерст»; два различных версии высадки на пляж Сорд — все они переработаны специально для формата «Прорыв» 13 х 17 гексов.
Breakthrough Kit
Дополнение получило награду Сюрприз года 2010 по версии сайта BoardGamer.Ru.

### Winter Wars (Зимние войны)
Это дополнение содержит 10 сценариев, которые посвящены событиям Арденнской операции в декабре 1944 года. Первые шесть сценариев являются стандартными, играть в которые можно при наличии одной копии базовой игры и данного дополнения. Следующие четыре — версии Арденнской операции гигантского формата «Прорыв». Для них нужны кроме данного дополнения одна копия расширения «Восточный фронт» и набор «Прорыв».
Winter Wars

## Видеоигры
В 2011 году компанией Days of Wonder была выпущена Memoir ’44 Online, которая позволяет сразиться с другими игроками на расстоянии посредством Интернета. Игра представлена также в сервисе цифровой дистрибуции Steam, где она полностью интегрирована с возможностями площадки и позволяет использовать Steam-аккаунт для авторизации.
В игре присутствует внутренняя валюта — золото, за которую проводятся бои. При создании аккаунта игроку выдаётся 50 единиц.

## Награды
- 2004: французская премия Tric Trac — номинация «Игра года»[8]